# Agave stictata
Agave stictata ist eine Pflanzenart aus der Gattung der Agaven (Agave) in der Unterfamilie der Agavengewächse (Agavoideae). Das Artepitheton stictata stammt aus dem Griechischen, bedeutet ‚bunt gepunktet‘ und verweist auf die gefleckten Laubblätter der Art.

## Beschreibung
Agave stictata bildet Rhizome von 1,2 bis 2,5 (selten bis 3,5) Zentimeter Länge und 0,7 bis 1,5 Zentimeter Breite. Ihre habfleischigen bis faserigen Wurzeln strahlen häufig vom Rhizom horizontal aus. Die Rosettenbasis ist von den faserigen Blattbasen umgeben, die einen eiförmigen, zwiebelartigen, unterirdischen Teil von 3,5 bis 5,5 Zentimeter Länge und 0,8 bis 1,3 Zentimeter Breite bilden. Die zwei bis sechs schmalen bis breiten (verkehrt) lanzettlichen Laubblätter sind zu ihrer Basis hin verschmälert. Ihre Spitze ist spitz und trägt ein kurzes Spitzchen. Die nur wenig rinnige, dicklederige, wellige Blattspreite ist 9 bis 26 Zentimeter lang und 1 bis 3,5 (selten 0,8 bis 4,5) Zentimeter breit. Die Blattunterseite ist heller grün. Auf beiden Seiten befinden sich dicht gestreut große, elliptische, dunkelgrüne oder braune Flecken. Beide Seiten der Blattspreite sind dicht flaumhaarig mit geraden, einfachen 0,6 bis 0,8 Millimeter langen Haaren bedeckt. Die ganzrandigen Blattränder besitzen ein schmales hyalines Band. Die Reste der Blattbasen sind häutig und 1,8 bis 4 (selten bis 4,5) Zentimeter lang.
Der „ährige“ Blütenstand erreicht eine Höhe von 21 bis 96 Zentimeter. Der lockere blütentragende Teil ist 7 bis 
25,5 (selten bis 11) Zentimeter lang und trägt vier bis 22 normalerweise sitzende (selten kurz gestielte) Blüten. Der ellipsoide Fruchtknoten ist 5 bis 12 Millimeter lang. Die gerade Perigonröhre ist über dem Fruchtknoten nicht eingeschnürt. Sie weist eine Länge von 10 bis 19 Millimeter auf und ist in ihrer Mitte etwa 4 Millimeter breit. Die länglichen, zurückgerollten Zipfel sind 6 bis 11 Millimeter lang. Der Griffel überragt die Blütenröhre um 9 bis 17 (selten 19) Millimeter. Die keulenförmigen Narben sind dreikantig. Die Blütezeit reicht von Mitte Juli bis Mitte September.
Die fast kugelförmigen bis längliche Früchte sind 1,2 bis 1, Zentimeter lang und 0,8 bis 1,1 Zentimeter breit. Sie enthalten Samen von 3 bis 4 Millimeter Länge und 2 bis 3 Millimeter Breite.

## Systematik und Verbreitung
Agave stictata ist in den mexikanischen Bundesstaaten México und Guerrero an felsigen Hängen und feuchten, schattigen Stellen in Eichenwäldern in Höhenlagen von 1370 bis 1830 Metern verbreitet. 
Die Erstbeschreibung als Polianthes maculata durch Carl Friedrich Philipp von Martius wurde 1831 veröffentlicht. Joachim Thiede und Urs Eggli stellten die Art 1999 in die Gattung Agave.  Dabei mussten sie einen neuen Namen wählen, da bereits die Art Agave maculata Regel (1856) existierte.
Ein Synonym ist Manfreda maculata (Mart.) Rose (1903). 
Die Art gehört in die Untergattung Manfreda und wird dort der Manfreda-Gruppe zugeordnet.

## Nachweise